# 洮滨镇
洮滨镇，是中华人民共和国甘肃省甘南藏族自治州临潭县下辖的一个乡镇级行政单位。
2017年3月15日，甘肃省民政厅批复同意撤销洮滨乡，设立洮滨镇。

## 行政区划
洮滨镇下辖以下地区：
常旗村、洛藏村、新堡村、上堡村、朱旗村、马旦沟村、秦关村、总寨村、石旗村、郑旗村、上川村和巴杰村。